# Irène Wydler
Irène Wydler (* 11. Dezember 1943 in Luzern) ist eine Schweizer Malerin, Zeichnerin und Kunstpädagogin. Ihr Werk umfasst Radierungen, Holzschnitte, Druckgrafiken und Buchkunst.

## Leben und Werk
Irène Wydler besuchte von 1965 bis 1970 die Schule für Gestaltung in Luzern und von 1973 bis 1976 die Universität Paris VIII. Es folgten verschiedene Studienreisen im Ausland. Wieder in Luzern beteiligte sie sich aktiv in der Innerschweizer Kunstszene und stellte regelmässig ihre Werke aus. Zudem war sie am Aufbau der Gestaltungsschule Farbmühle in Luzern beteiligt und unterrichtete an der Schule.
Irène Wydler erhielt Kunststipendien und zahlreiche Kunstpreise, so 1999 den Kunst- und Kulturpreis der Stadt Luzern für ihr Gesamtwerk. Ihre Werke sind in privaten wie in öffentlichen Sammlungen vertreten.